# Ginkgophyta
Division
Classe
Ordre
Classification phylogénétique
La division des Ginkgophyta (formant traditionnellement, avec les Pteridospermatophyta et les Cycadophyta, les préspermaphytes) ne comprend aujourd'hui qu'une seule classe, les Ginkgopsida, elle-même composée d'un seul ordre, les Ginkgoales, et de deux familles connues, la famille actuelle des Ginkgoaceae, et la famille fossile des Trichopityaceae.
C'est une division de gymnospermes (ancienne classification phylogénétique) apparu durant le jurassique supérieur dont le seul représentant actuel est l'espèce Ginkgo biloba (genre Ginkgo).  

## Reproduction
Les espèces sont dioïques (sexes séparés).
Après une accumulation de réserves dans l'ovule celui-ci tombe et est fécondé sur le sol.
Les ovules sont regroupés par deux (rarement par quatre).

## Feuillage et branchage

### Branches

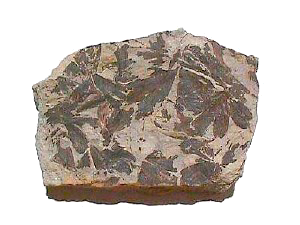
Fossile de Ginkgo du Jurassique

Il y a deux types de branches, celles à croissance infinie et celles à croissance limitée. Ces dernières ont un feuillage plus dense à certains endroits et portent les organes de reproduction. Celles qui grandissent en permanence ont des feuilles aux nœuds et déparées.

## Remarque
Certains auteurs utilisent l'orthographe Ginkgoophyta pour désigner la division.

## Principaux genres
- Famille des Ginkgoaceae
  - Baiera †
  - Ginkgo L.
  - Ginkgoites †
  - Ginkgoidium †
  - Phoenicpsis †
  - Polyspermophyllum †
- Famille des Trichopityaceae
  - Trichopitys †

#### Ginkgophyta
- (fr + en) ITIS : Ginkgophyta
- (en) NCBI : Ginkgophyta (taxons inclus)

#### Ginkgoopsida
- (fr + en) ITIS : Ginkgoopsida
  - (fr + en) ITIS : Ginkgopsida Non valide
- (en) NCBI : Ginkgoopsida (taxons inclus)

#### Ginkgoales
- (en) Angiosperm Phylogeny Website : Ginkgoales
- (fr + en) ITIS : Ginkgoales
- (en) NCBI : Ginkgoales (taxons inclus)